# Uncharted 2: Among Thieves
Uncharted 2: Among Thieves (укр. Незвідане 2: Серед злодіїв) — відеогра жанру action-adventure, розроблений Naughty Dog і виданий Sony Computer Entertainment для консолі PlayStation 3 в жовтні 2009 року. Події розгортаються через два роки після попередньої гри Uncharted: Drake's Fortune (2007). Історія розповідає про те, як Натан Дрейк, Хлоя Фрейзер і Олена Фішер шукають камінь Чінтамані та Шамбалу, борючись з ополченням, очолюваним військовим злочинцем Зораном Лазаревичем.

## Ігровий процес
Як і попередня гра, Uncharted 2 є action-adventure від третьої особи. Гравець виступає в ролі шукача пригод Натана Дрейка. У цій грі більше уваги приділено перестрілкам, ніж акробатичним прийомам і головоломкам. Дія відбувається в нових місцевостях, зокрема засніжених. Розширився набір зброї та було впроваджено можливість стрільби однією рукою, коли Дрейк лізе по стінах чи чіпляється за що-небудь.
В Uncharted 2 наявні багатокористувацький та кооперативний режими. В багатокористувацькому режимі до 10-и гравців діляться на дві суперницькі команди з різними умовами. У кооперативному пропонується пройти низку випробувань на тих самих місцевостях, що і в поодинокому режимі, але до 3-х гравців можуть одночасно співпрацювати там, керуючи Дрейком і його друзями.

## Сюжет
Натан Дрейк отямлюється в потязі, що зазнав аварії та звисає зі скелі. Дрейк згадує як колишній друг Гаррі Флінн і давня подруга Хлоя Фрейзер запропонували йому завдання — викрасти монгольський світильник з музею Стамбула. Нат погоджується, коли дізнається, що лампа може привести до скарбів затонулого флоту Марко Поло. Гаррі й Дрейк викрадають світильник, який містить вказівку на головний скарб флоту — камінь Чінтамані з легендарного міста Шамбала. Та Флінн обманює Дрейка, здавши його поліції. Натан на три місяці опиняється у в'язниці. Хлоя, не знаючи про зраду Флінна, просить Віктора Саллівана звільнити Натана.
Після звільнення Дрейк і Віктор слідують за Флінном і його босом — сербським злочинцем Зораном Лазаревичем. Шпигуючи в таборі Лазаревича, Натан добуває відомості, що на затонулому флоті ніколи не було Чінтамані. Шукачі скарбів виявляють гробницю учасників походу Марко Поло та тибетський кинджал Пхурбу з листом. У ньому Поло пише, що вказівка на камінь знаходиться в храмі в Катманду. Хлоя здає їх, щоб зберегти алібі, коли Флінн зі своїми людьми прибувають до гробниці й відбирають листа, а Нат і Віктор тікають, зістрибнувши зі скелі в річку.
Хлоя і Натан відправляються в Непал, де бачать як армія Лазаревича руйнує місто, намагаючись знайти потрібний храм. Припускаючи що храм, який вони шукають, прикрашає символ Пхурбу, вони обстежують околиці. Дорогою до храму Нат і Хлоя стикаються з журналісткою Оленою Фішер і її оператором Джеффом, які вистежували Лазаревича. Вчотирьох вони добираються до храму, де Нат та Хлоя дізнаються, що камінь і Шамбала знаходяться в Гімалаях. На зворотному шляху вони бачать, що Джефф отримав поранення від одного з солдатів Лазаревича. Попри заяви Хлої залишити Джеффа, група несе його, поки їх не ловлять Лазаревич і його люди. Хлоя знову наводить пістолет на Ната, щоб зберегти своє прикриття, а Лазаревич вбиває Джеффа. Флінн отримує наказ вбити Ната і Олену, але вони збігають, тоді він, Хлоя і Лазаревич сідають на потяг і їдуть в гори.
Натан з Оленою викрадають джип та наздоганяють потяг Лазаревича. Нату вдається застрибнути до вагона і знайти Хлою, але та відмовляється йти з ним, через те, що він взяв Олену та Джеффа з собою. В цей час з'являється Флінн і стріляє Натану в живіт. Дрейк у відповідь стріляє в газові балони, що знищує потяг і більшість найманців Лазаревича.
Вибравшись із потяга, Дрейк проходить крізь снігову бурю. Він встигає знайти Пхурбу перед тим як падає без свідомості, а отямлюється в тибетському селі, де зустрічає Олену. Вона презентує йому старого німця, на ім'я Карл Шефер. Той розповідає, що Пхурбу є ключем до пошуку Шамбали, але Нат відповідає, що це його більше не цікавить. Тоді Шефер посилає Натана і главу села Тензіна знайти останки людей з його експедиції, що шукала Шамбалу 70 років тому.
Пробравшись через кілька печер стародавнього храму, Натан і Тензін розуміють, що експедиція Шефера складалася з членів СС та працювала на Аненербе. Шефер убив їх, щоб захистити світ від сили каменю. Натана в Тензіна атакують невідомі чудовиська, але вони встигають забратись звідти. Повернувшись в село, вони виявляють там найманців Лазаревича. Захистивши село, Нат з Оленою дізнаються, що Шефер викрадений разом з кинджалом. Вони відстежують конвой Лазаревича, що прямує до покинутого монастиря. Разом вони знаходять пораненого Шефера, який просить знищити камінь і помирає.
Натан знаходить Хлою, вона віддає йому Пхурбу після того, як він обіцяє вбити Лазаревича. Нат і Олена використовують Пхурбу, щоб відкрити секретний прохід у Шамбалу під монастирем, але в цей час з'являється Лазаревич. Він наказує Натану відкрити браму до Шамбали, той слухається, але за брамою виявляються охоронці, переодягнені в міфічних чудовиськ. Під час наступного нападу охоронців Натану з Оленою та Хлоєю вдається втекти.
Пробравшись на вершину центрального храму, Дрейк виявляє там камінь Чінтамані — гігантський бурштин, врослий у дерево. Справжню цінність становить не він, а сік цього дерева, котрий робить непереможним того, хто його вип'є, як, наприклад, охоронців Шамбали. Несподівано з'являється поранений Флінн, який підриває гранату біля героїв. Він гине сам, але також ранить Олену. Натан виводить Олену з Хлоєю подалі, в потім вирушає завадити Лазаревичу дістатися до дерева. Та Лазаревич встигає випити сік, що зцілює його від поранень і наділяє величезною силою. Дрейк здогадується, що нарости смоли на дереві легкозаймисті та підпалює їх. Вогонь тимчасово ослаблює лиходія і на нього накидаються охоронці Шамбали.
Повернувшись до Олени та Хлої, Натан тікає з міста. Повернувшись у село, Олену вдається врятувати, а Хлоя запитує Дрейка, чи любить він Олену, і той відповідає ствердно. Хлоя йде, а Віктор приводить до Дрейка Олену, після чого вирушає навздогін за Хлоєю. Натан та Олена фліртують та цілуються на гірському фоні.